# 楓 (ダンサー)
楓（かえで、1996年1月11日 - ）は、日本のダンサー、ファッションモデル。Happiness、E-girlsの元メンバー。f5veのメンバー。
神奈川県横須賀市出身。LDH JAPAN所属。

## 略歴
小学4年からダンスを始め、横須賀のダンススクールに通っていたが、インストラクターであったTETSUYAの紹介で、中学1年からEXPG東京校に通う。
2008年10月、Happinessとして始動。「KAEDE」名義で活動する。
2011年4月、E-girlsとしても始動。
2013年6月、名義を「楓」に変更する。
2022年、SG5として始動。
2024年、SG5をf5veと改名し本格再始動。

### モデル
2011年、ファッション雑誌『GLAMOROUS』3月号でモデルデビュー。
2013年7月発売のファッション雑誌『CanCam』9月号から同誌の専属モデルとして活動。2015年6月号で初の表紙に起用された。

## 人物
- E-girlsのメンバー佐藤晴美との高身長コンビは"ツインタワー"と呼ばれていた[16]。
- 「2021ミス・ジャパン」のグランプリを受賞したダンサーの小山麻菜は、いとこにあたる[17]。

## 出演

### テレビ番組
- 踊RI場（2012年10月 - 2013年3月、テレビ東京） - MC[18][19]

### テレビドラマ
- 恋文日和 第4話（2014年1月28日、日本テレビ） - 早川愛 役[20]
- SHARK 〜2nd Season〜（2014年4月 - 7月、日本テレビ） - 米沢真琴 役[21][22]
- HiGH&LOW〜THE STORY OF S.W.O.R.D.〜（2015年10月 - 12月、日本テレビ） - 芝 役[23]
  - HiGH&LOW Season2（2016年4月 - 6月）[23]

### 映画
- ROAD TO HiGH&LOW（2016年5月7日） - 芝 役[23]
  - HiGH&LOW THE MOVIE（2016年7月16日） - 芝 役[24]
  - HiGH&LOW THE MOVIE 2 / END OF SKY（2017年8月19日） - 芝 役[25]
  - HiGH&LOW THE MOVIE 3/FINAL MISSION（2017年11月11日） - 芝 役[26]

### 配信番組
- E-girls meets ダンスバトルドキュメンタリー（2019年3月 - 4月、ひかりTVチャンネル+）[27]
- Karen&KaedeNight（2021年5月 - 7月、cookpadLive）[28]

### ランウェイ
- 東京ガールズコレクション
  - 東京ガールズコレクション 2011 AUTUMN/WINTTER（2011年）[29][30]
  - 東京ガールズコレクション 2012 SPRING/SUMMER（2012年）[要出典]
  - 東京ガールズコレクション 2012 AUTUMN/WINTTER（2012年）[31]
  - 東京ガールズコレクション 2013 SPRING/SUMMER（2013年）[32]
  - 東京ガールズコレクション 2017 AUTUMN/WINTER（2017年）[33]
  - 東京ガールズコレクション 2018 SPRING/SUMMER（2018年）[34]
  - 東京ガールズコレクション 2018 AUTUMN/WINTER（2018年）[35]
  - 東京ガールズコレクション しずおか 2019（2019年）[36]
  - 東京ガールズコレクション 富山 2019（2019）[37]
  - 東京ガールズコレクション 2019 AUTUMN/WINTER（2019年）[38]
  - 東京ガールズコレクション しずおか 2020（2020年）[39]
  - 第37回 マイナビ 東京ガールズコレクション 2023 AUTUMN／WINTER（2023年9月2日、さいたまスーパーアリーナ）[40]
- GirlsAward
  - GirlsAward 2012 AUTUMN/WINTER（2012年）[41]
  - GirlsAward 2015 AUTUMN/WINTER（2015年）[42]
  - GirlsAward 2017 AUTUMN/WINTER（2017年）[43]
  - GirlsAward 2018 AUTUMN/WINTER（2018年）[44]
  - Tokyo Virtual Runway Live by GirlsAward vol.1（2020年6月27日、ABEMA独占生配信）[45]
  - Rakuten GirlsAward 2023 AUTUMN/WINTER（2023年9月30日、幕張メッセ）[46]
- 琉球アジアコレクション 2012（2012年）[要出典]
- 関西コレクション 2013 SPRING/SUMMER（2013年）[47][48]
- 神戸コレクション 2014 SPRING/SUMMER（2014年）[49][50]
- 東京ランウェイ 2014 SPRING/SUMMER（2014年）[51][52]
- 札幌コレクション 2019（2019年）[53]

### イベント
- ViVi Night in OSAKA 2012（2012年）[54]

### カタログ
- 京都きもの友禅（2012年）[要出典]

### CM
- コーセー「ファシオ」（2018年）
- Samantha Thavasa 25th（2019年）
- ミスタードーナツ
  - 「Tap! Tap! Tapioca!」（2019年）
  - 「コットンスノーキャンディ」（2019年）
- 洋服の青山（2019年）[55]

### ミュージックビデオ
- 大橋トリオ「VENUS」（2018年）[56]
- Samantha Thavasa Family「ONE -we are one-」（2019年）

### その他
- コーセー「Sports Beauty UV Wear」イメージキャラクター（2018年）[57]
- YOKOHAMA GIRLS☆FESTIVAL 2019 Supported by ありあけ 横濱ハーバー（2019年） - アンバサダー[58]
- セルフエステ専門店「わたしのハイフ。」イメージキャラクター（2020年）[59]

## 書籍

### 雑誌連載
- CanCam（2013年9月号 - ） - 専属モデル[14]

### 写真集
- ねぇ、聞いて!!（2017年）[16]

## 作品

### 参加作品
- CanCam Model Dream Team「I Can」（2022年11月16日）[60]